# Arturo Rolando di Pietro
Arturo Rolando di Pietro (Buenos Aires, 11 de marzo de 1942-Hughes, 23 de diciembre de 2000) fue un productor ganadero, ejecutivo y político argentino del Partido Justicialista, que se desempeñó como senador nacional por la provincia de Santa Fe desde 1999 hasta su fallecimiento. 

## Biografía
Nació en el barrio de La Boca en 1942. Se radicó en Hughes (provincia de Santa Fe) para ejercer la actividad agrícola-ganadera, inicialmente como empleado de un frigorífico. Trabajó en distintas empresas del rubro agroalimentario y ganadero, incluyendo la gerencia del Frigorífico Hughes, y en organizaciones no gubernamentales. Llegó a ser propietario de campos en Hughes y Wheelwright.
Miembro del Partido Justicialista, en 1985 fue elegido presidente de la comuna de Hughes, desempeñando el cargo por tres períodos consecutivos —1985-1987, 1987-1989 y 1989-1991—. Cuando Carlos Reutemann asumió por primera vez como gobernador de Santa Fe en 1991, Di Pietro fue designado en el directorio del Banco de Santa Fe hasta asumir como ministro de Agricultura, Ganadería, Industria y Comercio de la provincia.
En diciembre de 1995 fue designado en el directorio del Banco de la Nación Argentina, bajo Roque Maccarone como presidente de la entidad, siendo vicepresidente segundo del banco desde febrero de 1999.
En diciembre de 1999 asumió como senador nacional por Santa Fe, para completar el mandato de Reutemann (quien había vuelto a la gobernación), iniciado en 1995. Se desempeñó como presidente de la comisión de Obras Públicas e integró como vocal las comisiones de Agricultura y Ganadería; de Deportes; de Industria, Ciencia y Tecnología; de Coparticipación Federal de Impuestos; de Educación; de Apoyo y Seguimiento de las Obras del río Bermejo; y de Seguimiento de la Hidrovía Paraná-Paraguay.
Su mandato finalizaba en 2001, pero falleció en diciembre de 2000, a los 58 años, en su domicilio en Hughes, producto de un cáncer cuyo tratamiento había iniciado dos años antes. Fue sucedido en el Senado por Carlos Delcio Funes, quien también falleció a los pocos meses, completando el período Miguel Ángel Robles.